# Бабенко Людмила Леонідівна
Бабе́нко Людми́ла Леоні́дівна (нар. 24 грудня 1957, с. Рівне  Новоукраїнського району Кіровоградської області) — українська науковиця, дослідниця історії релігії і церкви в Україні, доктор історичних наук (2015), Почесний краєзнавець України (2017).

## Життєпис
Навчалася на історичному факультеті Полтавського державного педагогічного інституту ім. В. Г. Короленка, який закінчила у 1979 році. По завершенні навчання працювала вчителькою історії у загальноосвітніх школах Кіровоградщини і Полтавщини. У 1987 році повернулася до викладання в alma mater, де і працює до теперішнього часу. Людмила Бабенко захистила дисертацію кандидата історичних наук в 1993 році (науковий керівник Скляренко Є. М.) і розпочала викладацьку кар'єру як доцент кафедри історії України. В 2015 році захистила докторську дисертацію.

## Наукова діяльність
В коло її наукових інтересів входять політична історія XX століття, історичне краєзнавство, дослідження діяльності радянських органів державної безпеки у взаємовідносинах держави і церкви.
Нею підготовлено 4 навчальні посібники (у співавторстві). Людмила Бабенко також є автором і співавтором монографій та фундаментальних видань (14), членом обласної редколегії та співавтором видання «Реабілітовані історією». Має публікації в журналах і збірниках наукових праць, ліцензованих ДАК України, та зарубіжних і науково-методичних виданнях. Всього має близько 200 публікацій, серед них:
- «Ліквідація небільшовицьких політичних партій на Полтавщині в першій половині 1920-х років: навч. Посібник». — Полтава: ТОВ «АСМІ», 2009. — 120 с.
- «Економічна діяльність Полтавського губернського земства у другій половині ХІХ — на початку ХХ століть: навч. посібник для профільного навчання [історичний та економічний профілі]». — Полтава: ПОІППО; ПНПУ, 2012. — 80 с. (у співавторстві: Шульга С. В., Зелюк В. В.)
- Органи державної безпеки на Полтавщині (1919—1991). — Полтава: АСМІ, 2005;
- Реабілітовані історією. Полтавська область: науково-документальна серія книг. — Київ — Полтава: АСМІ. Тт. 1–5 (член обласної редколегії та авторського колективу);
- Полтавщина. Історичний нарис.- Полтава: Дивосвіт, 2005 (у співавт.);
- Полтавщина: влада на історичних паралелях. — Полтава: АСМІ, 2005 (2-ге видання, перероблене і доповнене — 2012 р.);
- Управління Служби безпеки України в Полтавській області: Історія і сучасність. — Полтава.
- Харків: ПФ «Ектів Стар», 2012 (у співавт.)